# Brzezina (Oleśnica)
Pour les articles homonymes, voir Brzezina.
Brzezina est une localité polonaise de la gmina de Twardogóra, située dans le powiat d'Oleśnica en voïvodie de Basse-Silésie.